# 斯科平區

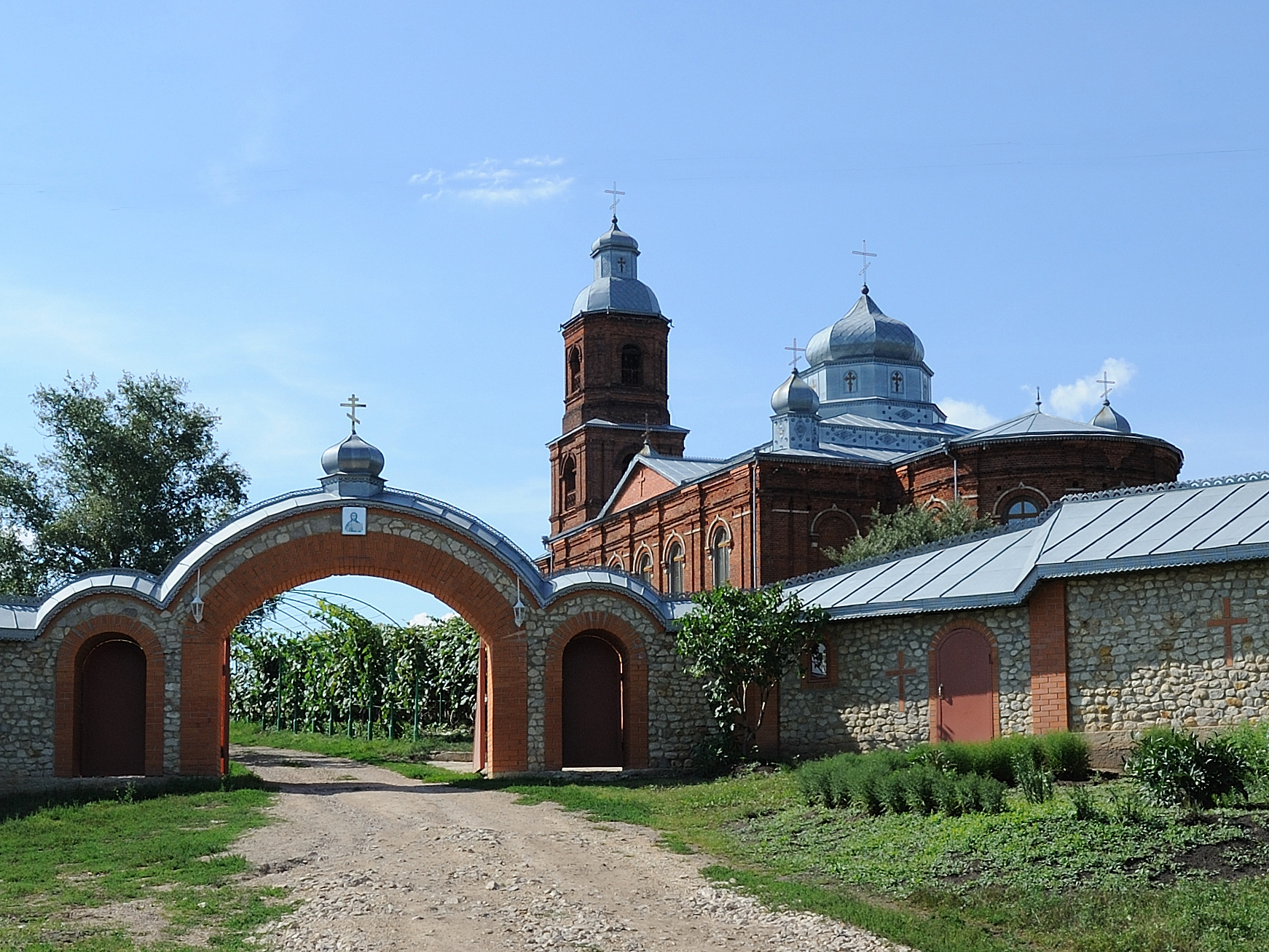

斯科平區（俄语：Скопинский район），是俄羅斯的一個區，位於該國西部，由梁贊州負責管轄，面積1,736平方公里，2010年該地區人口27,80，人口密度每平方公里15.6人。
53°49′N 39°33′E / 53.817°N 39.550°E